# Netřebice (Boemia centrale)
Netřebice è un comune della Repubblica Ceca facente parte del distretto di Nymburk, in Boemia Centrale.